# Red Española de Supercomputación

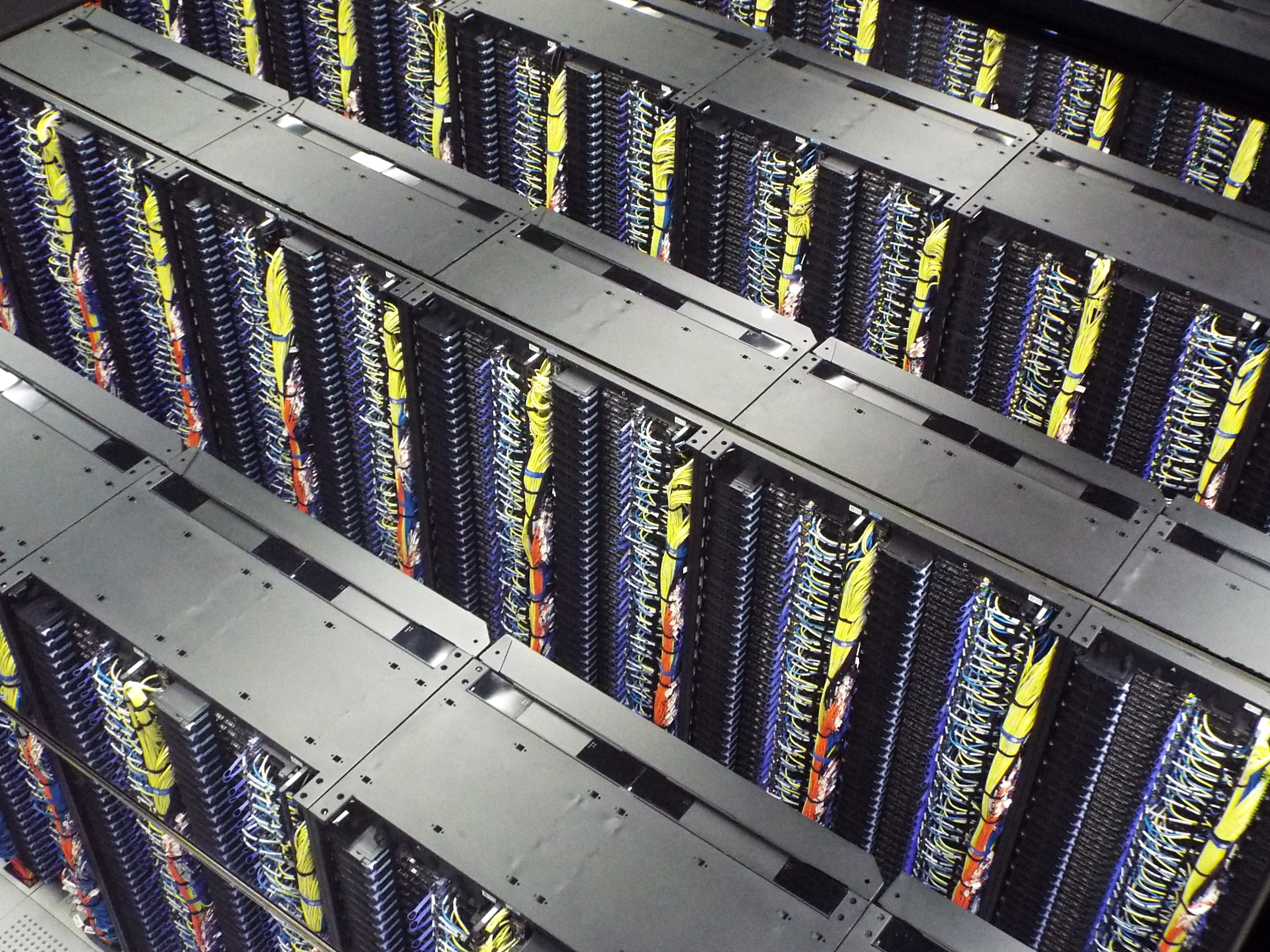
Superordenador MareNostrum3 en el Centro Nacional de Supercomputación).

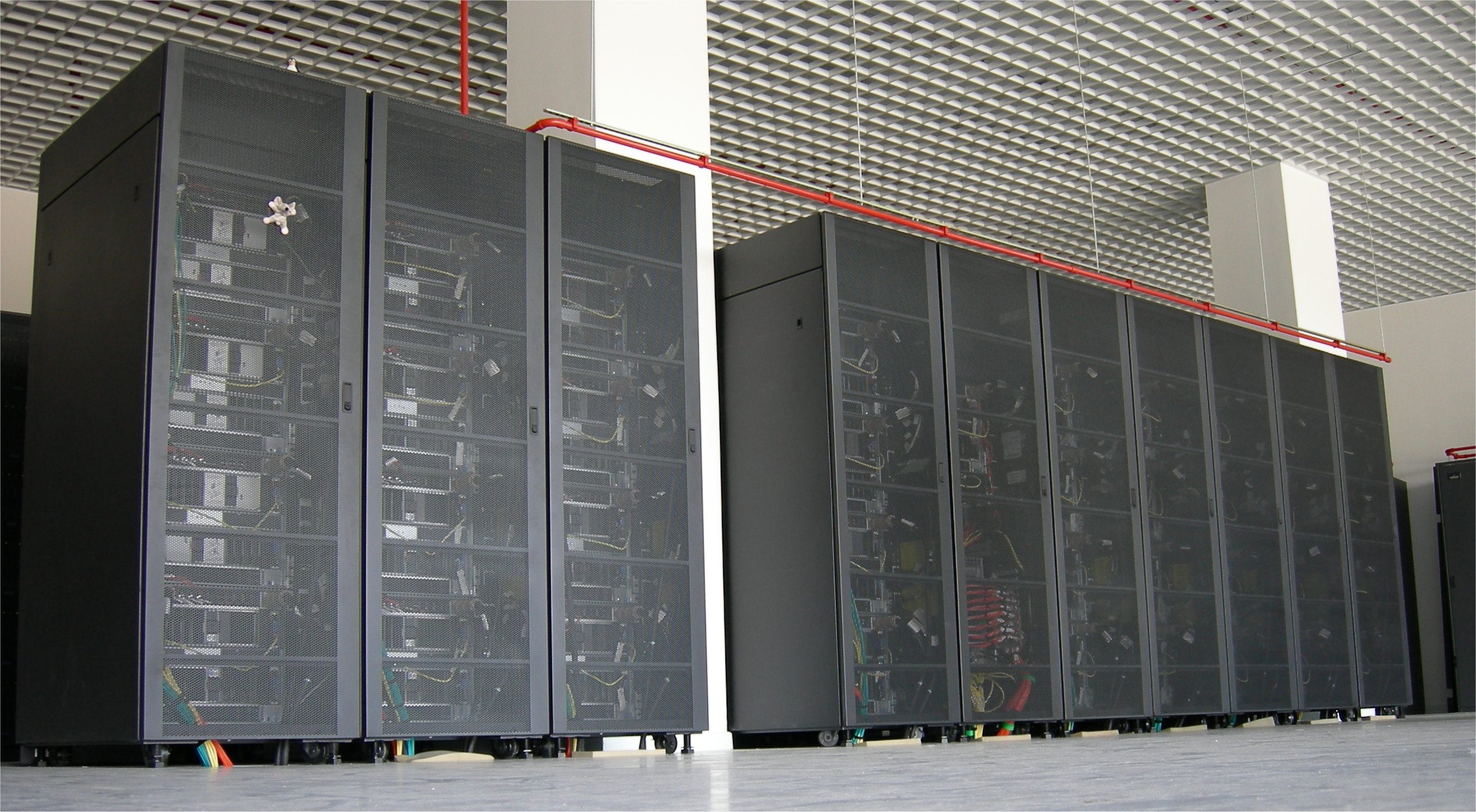

La Red Española de Supercomputación (RES) es una Infraestructura Científica y Técnica Singular (ICTS) distribuida por toda la geografía española, compuesta por 14 nodos interconectados entre sí por redes de alta velocidad. Su misión es ofrecer los recursos y servicios necesarios para el desarrollo de proyectos científicos y tecnológicos innovadores y de alta calidad.
La RES, coordinada por el Barcelona Supercomputing Center - Centro Nacional de Supercomputación (BSC-CNS), ofrece servicios de computación de alto rendimiento en 16 superordenadores gestionados por 13 de sus nodos y, recientemente, también ofrece servicios de gestión de datos en 9 de sus nodos. Estos servicios y recursos están a disposición de la comunidad científica mediante convocatorias competitivas basadas en la excelencia científica de los proyectos a desarrollar.

## Nodos y sistemas de la RES
En 2021 la RES está formada por 16 superordenadores situados en 13 centros de investigación y universidades españolas:
- MareNostrum y MinoTauro en el Barcelona Supercomputing Center - Centro Nacional de Supercomputación (BSC-CNS)
- FinisTerrae II en el Centro de Supercomputación de Galicia (CESGA)
- LaPalma en el Instituto de Astrofísica de Canarias (IAC)
- Altamira en el Instituto de Física de Cantabria (IFCA) de la Universidad de Cantabria
- Picasso en la Universidad de Málaga (UMA)
- Tirant en la Universitat de València (UV)
- CaesarAugusta en el Instituto de Biocomputación y Física de Sistemas Complejos (BIFI) de la Universidad de Zaragoza
- Caléndula en la Fundación Centro de Supercomputación de Castilla y León (SCAYLE)
- Pirineus II y Canigó en Consorcio de Servicios Universitarios de Cataluña (CSUC)
- LUSITANIA en CénitS (Fundación COMPUTAEX).
- Cibeles en la Universidad Autónoma de Madrid (UAM)
- Urederra en Navarra de Servicios y Tecnologías (NASERTIC)
- Xula y Turgalium en Centro de Investigaciones Energéticas, Medioambientales y Tecnológicas (CIEMAT)

Adicionalmente, desde 2021 los siguientes nodos de la RES también ofrecen servicios de gestión de datos: 
- Barcelona Supercomputing Center - Centro Nacional de Supercomputación (BSC-CNS)
- BIFI-Universidad de Zaragoza
- Centro de Supercomputación de Galicia (CESGA)
- Fundación COMPUTAEX
- Consorcio de Servicios Universitarios de Cataluña (CSUC)
- Instituto de Astrofísica de Canarias (IAC)
- Port d'Informació Científica
- Fundación Centro de Supercomputación de Castilla y León (SCAYLE)
- Universidad de Málaga (UMA)

## Historia
La Red Española de Supercomputación fue creada por el Ministerio de Educación y Ciencia en marzo de 2007, ante la necesidad de aumentar la capacidad de cálculo que da servicio a la comunidad científica. A consecuencia de esta necesidad se procedió a realizar una actualización del superordenador MareNostrum, en la cual se sustituyeron los blades JS20 por blades JS21, ambos de IBM, con lo que se duplicó su capacidad de cómputo. Los blades sustituidos se utilizaron para crear una estructura distribuida de superordenadores en diferentes emplazamientos de la geografía española.
La mitad de dichos blades se utilizó para ampliar Magerit, el superordenador perteneciente al CeSViMa (UPM). El resto se repartió, a partes iguales, para crear los nodos de las universidades de Cantabria, Málaga, Valencia, Zaragoza y el Instituto de Astrofísica de Canarias (IAC).
A inicios del año 2009 se unió a la red el superordenador Atlante alojado en el Instituto Tecnológico de Canarias. Durante este año se actualizó el software de los equipos.
A inicios de 2011 el superordenador Magerit se actualizó y se convirtió en el nodo más potente de España y de la red con 103,4 TF.
En 2012 se realizó la segunda ampliación del superordenador MareNostrum ampliando su potencia de 63,83 TF a 1,1 PetaFLOPS volviendo a ser el más potente de la red y de España.
En 2014 se puso en funcionamiento en Tenerife, el superordenador Teide-HPC Su capacidad de cálculo equivalía a 10 000 ordenadores de oficina.
En abril de 2015 se incorporaron a la red los superordenadores Finisterrae del  CESGA, Pirineus del  CSUC, Lusitania de la Fundación Computación y Tecnologías Avanzadas de Extremadura, Caléndula del Centro de Supercomputación de Castilla y León y Cíbeles, de la Universidad Autónoma de Madrid. En mayo de 2016 se dio de baja el superordenador Atlante, del Instituto Tecnológico de Canarias, y actualmente la RES está formada por 12 centros y 13 superordenadores.
El 1 de julio de 2017 entró en funcionamiento el MareNostrum 4. El nuevo superordenador es 12,4 veces más potente que su predecesor, el MareNostrum III, y llega a una potencia pico de 11,15 Petaflops. Los racks de Marenostrum III han sido distribuidos entre diferentes centros de la RES, para ampliar la capacidad de cálculo total de la red.
En diciembre de 2018, el nodo Magerit se dio de baja de la RES, por lo que la red pasó a estar formada por 11 centros.

## Recursos y acceso
Todos los recursos están destinados a proyectos de ciencia e innovación de acceso abierto. Pueden solicitar acceso los grupos de investigación de universidades y centros públicos que realicen su actividad en España. También pueden solicitar recursos los grupos establecidos en otros países, pero se recomienda la cooperación con investigadores españoles. Los recursos de computación y/o de gestión de datos son concedidos por medio de convocatorias de acceso competitivo. Las propuestas recibidas son evaluadas cada cuatro meses por el Comité de Acceso, que está asesorado por un Panel de Expertos formado por científicos de alto prestigio. Los recursos de computación se asignan por un periodo de 4 meses, tras lo cual es necesario presentar una nueva solicitud de acceso.
Los nodos proporcionan a los usuarios de la RES un porcentaje de su capacidad total de cómputo.